# 龙池双盖蕨
龙池双盖蕨（学名：Diplazium wichurae var. parawichurae）也称龙池短肠蕨，为蹄盖蕨科双盖蕨属下的一个变种。